# Bože Mimica
Bože Mimica (Omiš, 12. listopada 1942.) je hrvatski kulturolog, povjesničar, nakladnik, numizmatičar i hrvatski književnik.
Rođen je u Omišu. U Zagrebu je studirao na Fakultetu za vanjsku trgovinu. U Rijeci je studirao na Pedagoškom fakultetu u Rijeci i diplomirao kulturologiju.
Radio je kao šef propagande u Hrvatskom narodnom kazalištu Ivana pl. Zajca. Bio je zamjenik direktora IKP "Mladost" Rijeka te direktor u riječkim 1TP "Liburnija" i IKP "Naprijed". 
Bio je predsjednik upravnih vijeća dvaju riječkih muzeja. Članom je stručnog ocjenjivačkog suda Festivala dalmatinskih klapa u Omišu i Festivala dalmatinskih šansona u Šibeniku. 
Predavao je na Filozofskom fakultetu u Rijeci. Nekoliko knjiga obvezni su fakultetski udžbenici u Zadru, Rijeci, Puli i Zagrebu.
Objavio je knjige:
- Numizmatika na povijesnom tlu Hrvatske
- Numizmatička povijest Dubrovnika
- Numizmatička povijest Rijeke
- Numizmatika na povijesnom tlu Hrvatske - rani srednji vijek
- Numizmatička povijest Istre i Kvarnera
- Omiška krajina - Poljica - Makarsko primorje
- Dalmacija od antike do 1918.
- Dalmacija u 20. stoljeću
- Dalmacija u moru svjetlosti - od antike do kraja 20. stoljeća
- Numizmatička povijest Zagreba i Slavonije
- Povijest Slavonije
- Numizmatička povijest Istre i Kvarnera

Član je i predsjednik riječkog ogranka Društva hrvatskih književnika. Član je Hrvatskog arheološkog društva. Počasni je član Hrvatskog numizmatičkog društva.
1994. je dobio Nagradu za životno djelo Grada Omiša. Dobitnik je Nagrade Splitsko-dalmatinske županije. 1996. je godine dobio Nagradu Grada Rijeke. Nositelj je Spomenice Domovinskog rata.
Vijećnik je u Gradskom vijeću Grada Rijeke. Član je Kulturnog vijeća Primorsko-goranske županije. 